# 鉄棒 (遊び)

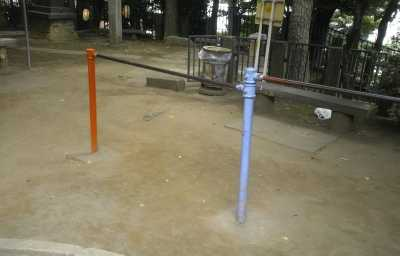
公園の鉄棒

鉄棒（てつぼう）は、遊具の一種。または、それを使った遊びの名称。
一般には屋外の地面あるいは体育館の床面に支柱が埋め込まれ、支柱の間に金属製の棒が渡してあり、これを使って体を上下方向に回転させるなどする。ブル式・折り畳み式もある。
全身の平衡感覚・逆さ感覚や遠心力・速度に対応した全身のバランスを養い、懸垂力や各器官の連動を図ることが可能である。幼児期は鉄棒の上で脱力する通称「ふとん」や、鉄棒の上で全身を伸ばして静止する通称「つばめ」、手足で鉄棒にしがみついてぶら下がる通称「豚の丸焼き」などの簡単な遊びから導入していき、小学生から回転運動に慣れていく。全身運動の統合が可能になった小学校中学年あたりの習得が著しいが、体の成長に体力が追いつかない高学年で伸び悩み、体力増進が著しい中学生あたりから再び成長していく傾向にあるといわれる。
逆上がりや足掛け上がりなどの難易度が高く人気がある種目には、数々の補助器具が開発されているほか、児童同志の補助法が生み出され、自主的に遊びながら身に着けていくことが多い。
反面、握力や懸垂力が弱い児童は、落下や激突などの事故を起こすことがある。回転中や飛び降りの途中にうっかり近づいて衝突するケースもあり、安全面に配慮する必要もある。手やひかがみに血豆ができやすく、それを苦痛と感じて鉄棒を嫌がる児童もいる。

## 遊びとしての鉄棒

### 技の名称

#### 上がり技
よじ登り
鉄棒の柱に捕まって登り、飛び上がる。飛び上がりが習得できない段階で行われる。
飛び上がり
前進をばねにして飛び上がり、鉄棒を腹部に当てて腕を伸ばす。最も簡単な上がり技。
逆上がり
前方に向かって蹴り上げ、鉄棒をくぐって鉄棒を腹部に当て、回り込んで上がる。詳細はリンクを参照。
懸垂逆上がり
逆上がりの応用で、蹴る力を用いず腹筋で下半身を持ち上げる。筋力が必要で、高学年向きの技。
足掛け上がり
片足のひかがみを鉄棒にかけ、これを支点にした振り子運動でよじ登る。小学校高学年で盛んに行われる。
腿掛け上がり
足掛け上がりの応用で、ひざを曲げず太ももを支点とする支点がずれやすいために難度は高い。
蹴上がり
前方に全身を振り、戻る反動で鉄棒を腹部に当てて腕を伸ばす。蹴る力や腕力が強く、連動した動きができる中学生でなければ成功率が低い。

#### 下り技
飛び降り
支持状態から飛び降りる。いわゆる「逆上がり」の終末がこの下り方に近い。
前回り下り（前回り）
鉄棒を腹に当てたまま前方に回転した後に着地する。簡単な下り技で、幼児期から盛んに行われる。
こうもり下り
ひかがみでぶら下がった状態から両手を地面につき、足をほどく。
後ろ飛び下り
支持状態から反動をつけて後ろに飛び降りる。バランス感覚が養われていないと難しい。
前方飛び下り
支持状態から反動をつけて鉄棒をくぐり、飛び降りる。着地の安全上、高い鉄棒でないと難しい。
踏み越し下り
片足を鉄棒に乗せ、反対の足を大きく旋回して鉄棒を乗り越し、前方に飛び降りる。滑りやすい靴では危険である。
転向前下り（てんこ下り）
足掛けの状態から、足をかけている方の手を持ち変えた後、前方に飛び降りる。
こうもり振り下り
こうもり下りとは異なり、ひかがみでぶら下がった状態で全身を振り、振り切ったところで足を抜いて飛び降りる。難度・危険度が高く、恐怖感も強いぶん、上級者の人気技でもある。

#### 回り技
足抜き回り
鉄棒を支点とせず、ぶら下がった状態で腕の隙間に足を通して回る。低学年の導入段階で逆さ感覚を習得するために行われる。
地球回り
鉄棒を支点とせず、手を交差した状態でぶら下がり、足を鉄棒から離すと、水平方向に回転する。この時、半回転するものを一般に言う。また一回転するものを宇宙一周と言う。逆さ感覚習得時の技。
前方支持回転（空中前回り）
鉄棒を腹に当てたまま前方に回転した後、上体を鉄棒に被せて支持状態にする。腕力がついた小学校中学年以降で行われる。
後方支持回転（空中後ろ回り）
鉄棒を腹に当てたまま後方に回転した後、上体を鉄棒に被せて支持状態にする。反動をつけるために足を振ることが多い。
足掛け回り
ひかがみを支点として前方または後方に回転する。反動を得やすい後方回転がやりやすい。勢いがつけやすく、連続回転が可能なことから人気がある。
横回り
鉄棒にまたがり、前方で鉄棒を握って横向きに回転する。人体の構造上、男児は性器を圧迫する恐れが高いために挑戦するものは少ない。
抱え込み回り（卵回り・だるま回り）
膝を抱え込み、手でひかがみを押さえ、鉄棒は腹で挟んだ状態で回る。連続高速回転が人気だが、鉄棒が腹から抜ける恐れがある中級～上級の技。
いす回り
鉄棒に腰掛けた状態で回転する。両足で足掛け回りをした状態。回転半径が大きいので、鉄棒を握る加減が難しい。また回転方向は前回りと後ろ回りの二通りがあり、特に前者を天国回り、後者を地獄回りと言う。

## トレーニングとしての鉄棒
斜め懸垂
低い鉄棒で、足裏または踵を地面に着けたままの懸垂。通常の懸垂よりも負荷が低い。
足上げ腹筋
足が着かない鉄棒で、腹筋の力を使って足を上げる。レッグレイズの変形だが負荷が高く難易度は高い。

## 事故
学校や公園に設置してある鉄棒は専門施設よりも安全性が担保できないものである。よって鉄棒で遊ぶ運動をするなどの際には顧問や保護者の監視・補助が常時必要となる。
2016年10月、大阪工業大学体操部所属の3回生男子学生が練習中に鉄棒から落下し病院に搬送、首から下がほぼ麻痺状態の車椅子生活となる。
2016年11月、福井県の高校での体育授業で「後方両膝掛け回転」を練習していた男子生徒が落下して頚椎損傷を負い首から下が麻痺、身体障害等級1級。2019年12月27日、元生徒の被害男性と両親が落下防止策や事故後の処置など適切な指導監督を怠ったためだとして、県に約１億４千万円の損害賠償を求めて福井地方裁判所に提訴。